# 이블 웨스트
이블 웨스트(Evil West)는 플라잉 와일드 호그가 개발하고 포커스 엔터테인먼트가 배급한 2022년 핵 앤드 슬래시 게임이다. 이 게임은 2022년 11월 22일에 플레이스테이션 4, 플레이스테이션 5, 마이크로소프트 윈도우, 엑스박스 원, 엑스박스 시리즈 X/S로 출시되었다. 비평가들로부터 엇갈린 평을 받았다.

## 게임플레이
이블 웨스트는 3인칭 슈팅 게임이다. 플레이어는 흡혈귀 사냥꾼인 제시 렌티어의 역할을 맡는다. 제시는 6연발 리볼버, 레버액션 소총, 화염방사기를 포함한 여러 강력한 총기로 무장하고 있다. 그는 또한 전기 에너지를 축적할 수 있는 특수 건틀릿을 통해 다양한 근접 공격을 사용할 수 있다. 적들은 근접 공격 후 기절하거나 비틀거릴 수 있으며, 이를 통해 플레이어는 특수 마무리 동작을 사용하여 적을 처형할 수 있다. 플레이어는 환경을 유리하게 사용할 수 있다. 예를 들어, 적을 스파이크 함정으로 차거나 폭발성 통을 쏠 수 있다. 플레이어는 때때로 독특한 공격 패턴을 가진 강력한 적들인 보스 캐릭터를 만날 수 있다. 플레이어가 진행함에 따라 레벨업하고 기술과 능력을 얻게 된다. 캠페인은 다른 플레이어와 협동으로 플레이할 수 있다.

## 줄거리

### 전제
비밀리에 활동하는 흡혈귀 사냥 조직의 마지막 요원 중 한 명인 제시 렌티어(데릭 해이겐 연기)는 초자연적인 괴물들로부터 미국 프런티어를 보호해야 한다.

### 개요
제시 렌티어는 인류를 사냥하는 흡혈귀인 산귀수게(Sanguisuge)와 같은 초자연적인 생명체와 싸우는 비밀 조직인 렌티어 연구소의 요원이다. 은퇴한 요원 에드거 그레이브너와 함께, 그들은 기술이 산귀수게에게 위협이 될 정도로 발전하기 전에 인류에게 전쟁을 선포해야 한다고 주장하는 고위 흡혈귀인 피터 다바노의 흔적을 따라간다. 그림자 속에 머물고 싶어하는 산귀수게 지도부는 다바노의 계획을 거부하고 그와 그의 혈족 전체에게 사형을 선고한다. 제시와 에드거는 다바노를 기습하여 그의 머리를 잡아 렌티어 연구소의 본부인 매너로 가져온다.
도착하자마자 제시는 그의 아버지 윌리엄으로부터 특별한 건틀릿을 받는데, 이것은 산귀수게가 자신을 숨기기 위해 사용하는 마법적인 글래머(Glamours)를 깨뜨릴 수 있다고 한다. 육군 차관 제임스 해로 앞에서 건틀릿 시연 중, 다바노의 딸 펠리시티가 매너를 공격하여 그곳에 주둔한 대부분의 직원과 요원을 죽이고 다바노의 머리를 되찾는다. 윌리엄이 중상을 입자 제시, 에드거, 해로는 근처의 도시 캘리코로 도피하여 에밀리아 블랙웰이 이끄는 지역 렌티어 연구소 지부와 접촉한다. 윌리엄이 펠리시티에게 흡혈귀 감염되었을 수 있다고 의심한 에드거는 감염에 대한 가능한 치료법을 찾기 위해 혼자 떠나는 동안 제시는 건틀릿을 수리하기 위해 노력한다.
건틀릿 수리에 필요한 부품을 회수하는 동안, 제시는 펠리시티가 신화 속 콜럼버스 이전 시대의 야수 시체에서 피를 빼내 폴블러드(Foulbloods)라고 불리는 자신만의 생명체 군대를 만들고 있다는 것을 알게 된다. 그는 펠리시티의 피의 근원을 파괴하고 캘리코로 돌아와 그의 아버지가 실제로 흡혈귀 피에 감염되어 펠리시티의 패밀리어로 변하고 있다는 것을 알게 된다. 시간이 얼마 남지 않자 제시는 에드거와 치료법을 찾으러 나가 윌리엄에게 주입한다. 그러나 윌리엄은 여전히 펠리시티와 잠시 텔레파시로 연결되어 있으며 그녀가 중요한 철도 중심지인 디킨슨에 있다고 제시에게 경고한다. 제시는 디킨슨으로 향하지만 펠리시티가 도망치는 것을 막을 수 없다. 다른 선택지가 거의 없자 제시는 건틀릿을 더욱 업그레이드하기 위해 버려진 렌티어 연구소 실험실로 향한다.
캘리코로 돌아온 제시는 해로에게 대면하게 된다. 해로는 윌리엄을 프로토콜 위반으로 살려두었다는 것을 발견하고 윌리엄을 죽일 것을 명령한다. 제시와 캘리코 지부의 나머지 요원들이 거부하자 해로는 미국 정부의 지원을 철회하겠다고 약속하며 떠난다. 제시는 에드거와 재회하고 흡혈귀 정보원 체스터로부터 펠리시티가 워싱턴 D.C.를 공격할 계획임을 알게 된다. 체스터는 또한 그들이 윌리엄에게 사용한 치료법은 일시적이며 그가 결국 변하는 것을 막지 못할 것이라고 경고한다. 제시와 에드거는 서둘러 캘리코로 돌아가지만, 도착하여 윌리엄이 그들이 없는 동안 변했고, 엔지니어 버질을 포함한 여러 캘리코 지부 요원을 죽이고 도망갔다는 것을 알게 된다. 아버지가 너무 멀리 갔다는 것을 깨닫고 제시는 윌리엄을 사냥하겠다고 약속한다.
제시는 윌리엄의 흔적을 따라 페르세포네에 있는 펠리시티의 기지로 가서 마지못해 그를 죽인다. 그런 다음 그녀가 지역 은행을 이용하여 활동 자금을 조달하고 있는 카민 시티에 있는 펠리시티의 본부로 향한다. 펠리시티는 이미 떠났지만 제시는 다바노를 다시 사로잡고 심문 끝에 펠리시티가 대통령 그로버 클리블랜드를 기습하여 그를 변하게 하려고 이미 떠났다는 것을 알게 된다. 제시와 그의 친구들은 펠리시티를 따라간다. 그의 친구들이 대통령 클리블랜드를 확보하는 동안 제시는 펠리시티와 대면하여 그녀를 죽이는 데 성공한다.
에밀리아는 해로가 이익을 위해 자신의 지위를 남용했다는 것을 대통령 클리블랜드에게 알리고, 그는 체포되고 해임된다. 대통령 클리블랜드는 렌티어 연구소를 복원하고 전폭적인 지원을 약속한다. 산귀수게와의 전쟁이 끝나지 않았다는 것을 알고 제시와 에밀리아는 렌티어 연구소를 재건하고 개혁할 아이디어를 떠올리기 시작한다.

## 개발 및 출시
이블 웨스트는 폴란드 스튜디오인 플라잉 와일드 호그가 개발했다. 이 게임의 콤보 시스템은 데빌 메이 크라이 시리즈에서 영감을 받았으며, 3인칭 시점과 근접 전투는 2018년의 갓 오브 워에서 영감을 받았다.
플라잉 와일드 호그와 배급사인 포커스 엔터테인먼트는 2020년 9월에 파트너십을 발표했다. 이 게임은 더 게임 어워드 2020에서 발표되었다. 이 게임은 처음에는 2022년 9월 20일에 윈도우, 플레이스테이션 4, 플레이스테이션 5, 엑스박스 원, 엑스박스 시리즈 X/S로 출시될 예정이었으나, 나중에 2022년 11월 22일로 연기되었다.

## 평가
리뷰 애그리게이터 웹사이트 메타크리틱에 따르면, 이블 웨스트는 PC와 PS5 버전에서 비평가들로부터 "복합적 또는 평균적"인 평가를 받았으며, 엑스박스 시리즈 X/S 버전은 "대체로 긍정적"인 평가를 받았다.